# Miguel Hidalgo y Costilla, Baja California
Miguel Hidalgo y Costilla är en ort i Mexiko.   Den ligger i kommunen Mexicali och delstaten Baja California, i den nordvästra delen av landet, 2 200 km nordväst om huvudstaden Mexico City. Miguel Hidalgo y Costilla ligger 8 meter över havet och antalet invånare är 238.
Terrängen runt Miguel Hidalgo y Costilla är platt. Runt Miguel Hidalgo y Costilla är det ganska tätbefolkat, med 58 invånare per kvadratkilometer. Närmaste större samhälle är Mexicali, 17,5 km nordväst om Miguel Hidalgo y Costilla. Trakten runt Miguel Hidalgo y Costilla består till största delen av jordbruksmark.